# Arderico

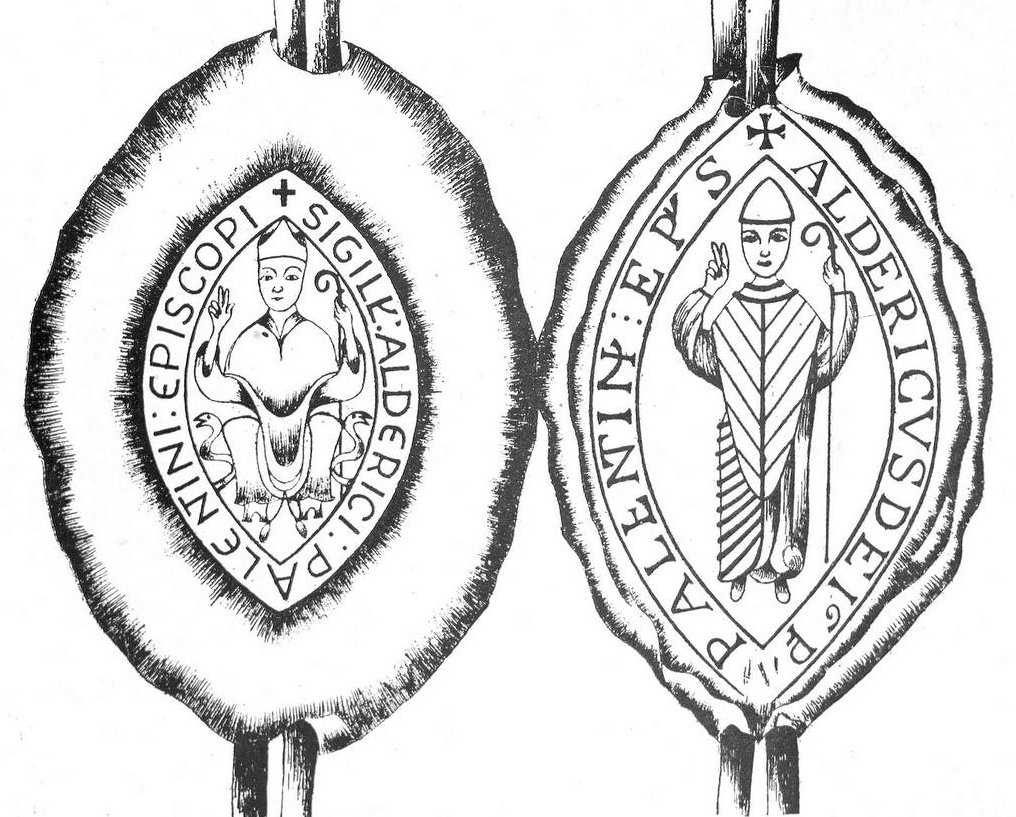
Sello y contrasello de D. Arderico durante su episcopado en Palencia.

Arderico (m. Palencia, 11 de agosto de 1207), mencionado también como Anderico, Olderico, Enrico, Eurico o Euderico, fue obispo de Sigüenza y de Palencia desde 1183. Durante su episcopado, se continuaron las obras de la catedral románica de la ciudad. También impulsó la escuela episcopal donde cursaron estudios santo Domingo de Guzmán y el beato Pedro González Telmo.
| Predecesor: Joscelmo | Obispo de Sigüenza 1178 - 1184 | Sucesor: Gonzalo      |
| Predecesor: Raimundo | Obispo de Palencia 1183 - 1207 | Sucesor: Tello Téllez |